# 조선요리제법
조선요리제법(朝鮮料理製法)은 한국의 요리인이자 이화여자전문학교 가사과 교수인 방신영(方信榮, 1890~1977)이 한국 음식 조리법을 집대성하여 쓴 근대식 조리법에 관한 책이다. 1917년에 초판 발행이 후부터 1962년에 이르기까지 총 45년간에 걸쳐 34판이라는 경이적인 기록을 올리며 꾸준히 인기를 얻은 베스트 셀러에 속한다. 1917년에 인쇄된 초판본은 고려대학교 중앙도서관에 보관되어 있으며 국가등록문화재 제686호로 지정되어 있다.
1900년대 이후 한반도에 근대 인쇄술이 도입되어 도서의 대량 생산과 유통이 가능해지면서 점차 요리책도 대중화되기 시작했다. 아울러 학교에서도 조리 교육을 실시하였고, 부인 단체에선 신여성을 모아 요리 강습회를 열기도 했다. 이런 시대적 분위기에 맞추어 시중에서는 요리책이 가장 잘 팔렸으며, 요리책이 다른 책들을 제치고 베스트셀러에 오르기도 했다.
방신영은 음식 솜씨가 뛰어난 어머니로부터 16~17세 때부터 음식을 배우고 조리법을 기록하기 시작했다고 한다. 그러다가 1913년부터 출판을 위한 집필을 시작하여 1917년 『만가필비 조선요리제법(萬家必備 朝鮮料理製法)』이라는 제목으로 출판하였다. 초판에는 어머니께 배운 전통 음식을 바탕으로 조선 요리와 외국 요리 만드는 법을 수록했다.
이후 지속적으로 독자의 눈높이에 맞추어 개정증보판을 만들었는데, 이 책들은 한국 식생활사 연구에 귀중한 자료로 평가받고 있다. 책에는 요리용어의 해석, 중량비교, 음식저장법 등이 실려 있고, 식품저장의 원리와 남은 음식, 상한 음식의 처리, 해독에 관한 내용과 분량이 많지는 않지만 외국요리가 소개되고 있어 이 시대의 사회상을 엿볼 수 있다.

## 문화재 지정
2017년 5월 29일 대한민국의 국가등록문화재 제686호로 지정되었다. 구전으로 이어지던 우리 음식의 제조법을 체계적으로 완성한 요리서로 재료의 분량을 계량화하여 소개하는 등 과학적이고 능률적으로 우리 전통 요리법을 설명하여 조리과학적인 발전과 대중화에 기여하였으며, 『조선요리제법』의 초판본(1917년)이기 때문에 조선을 지나서 근대기 조리법의 변화를 알게 해주는 사료적 가치가 있다.

## 참고 자료
- 조선요리제법 - 국가유산청 국가유산포털